# Леденёвский сельский округ
Леденёвский сельский округ (каз. Леденево ауылдық округі) — административная единица в составе Мамлютского района Северо-Казахстанской области Казахстана. Административный центр — село Леденёво. Аким сельского округа — Исманов Абзал Джамкенович.
Население — 792 человека (2009, 1032 в 1999, 1158 в 1989).
В сельском округе имеется школа, мини-центр для детей дошкольного возраста, библиотека, 2 медицинских пункта.
В округе работают 2 товарищества с ограниченной ответственностью, 11 крестьянских хозяйств, 16 субъектов малого и среднего бизнеса.
В советские времена сельский округ находился в составе Бишкульского района.

## Состав
В состав округа входят такие населенные пункты:
| Населенный пункт    | Население, человек (1989) | Население, человек (1999) | Население, человек (2009) |
| ------------------- | ------------------------- | ------------------------- | ------------------------- |
| Леденёво, село      | 780                       | 772                       | 620                       |
| Новоандреевка, село | 378                       | 260                       | 172                       |